# Janirella (Parjanirella) verrucosa
Janirella (Parjanirella) verrucosa is een pissebed uit de familie Janirellidae. De wetenschappelijke naam van de soort is voor het eerst geldig gepubliceerd in 1971 door Birstein.